# جامعة حسن الدين
جامعة حسن الدين ( (بالإندونيسية: Universitas Hasanuddin)‏ ) والتي يتم اختصارها باسم أونهاس (Unhas) ، وهي واحدة من أكبر الجامعات المستقلة في إندونيسيا . تقع في ماكاسار ، جنوب سولاويزي ، إندونيسيا . تأسست أونهاس في 10 سبتمبر 1956 ،  وسميت على اسم السلطان حسن الدين ، الملك السابق لمملكة جوا .
بدأ تاريخ جامعة حسن الدين في ماكاسار عام 1947 كجزء من كلية الاقتصاد بجامعة إندونيسيا بناءً على مرسوم الحاكم العام لحكومة جزر الهند الشرقية الهولندية رقم 127 بتاريخ 23 يوليو 1947 ، والتي كانت خلال السنوات الأولى من إنشائها إنشاء كليات منتشرة في جميع أنحاء الأرخبيل.
وعلى مدارالأعوام التالية ، طورت مجموعة من الكليات وبرامج الدرجات العلمية.
في عام 2016 ، صعدت في قائمة أفضل 12 جامعة في إندونيسيا ، إلى المركز الثامن. حيث يقوم وزير البحث والتكنولوجيا والتعليم العالي بتجميع هذه القائمة بناءً على التدريس والبحث والتسهيلات وإنجازات الطلاب ومعايير الاعتماد.
في عام 2017 ، أصبحت جامعة حسن الدين واحدة من عدة جامعات مستقلة ، متحررة من الحاجة إلى الحصول على موافقة الوزارة للعمليات الأساسية وشؤون الميزانية.  لا تزال كجامعة عامة حتى الآن.

## العمداء
منذ أن صدر قرار وزير التربية والتعليم والثقافة رقم 3369 / س بتاريخ 11 يونيو 1956. ابتداءً من 1 سبتمبر 1956 ، ومع اللائحة الحكومية رقم 23 في 8 سبتمبر 1956 ، تولى رئاسة جامعة حسن الدين عدد من العمد ، على النحو التالي:
| لا. | رئيس الجامعة             | سنوات                 |
| --- | ------------------------ | --------------------- |
| 1.  | AG Pringgodigdo          | 1956-1957             |
| 2.  | KRMT دجوكومارسعيد        | 1957-1960             |
| 3.  | أرنولد مونونوتو          | 1960-1965             |
| 4.  | نتصير سعيد               | 1965-1969             |
| 5.  | أ. حفيظ                  | 1969-1973             |
| 6.  | احمد امير الدين          | 1973-1982             |
| 7.  | أ. حسن والينونو          | 1982-1984             |
| 8.  | فخر الدين                | 1984-1989             |
| 9.  | بصري حسن الدين           | 1989-1997             |
| 10. | راضي أ                   | 1997-2006             |
| 11. | إدروس أ. باتوروسي        | 2006-2014             |
| 12. | Dwia Aries Tina Pulubuhu | 2014 إلى الوقت الحاضر |

## برنامج البكالوريوس

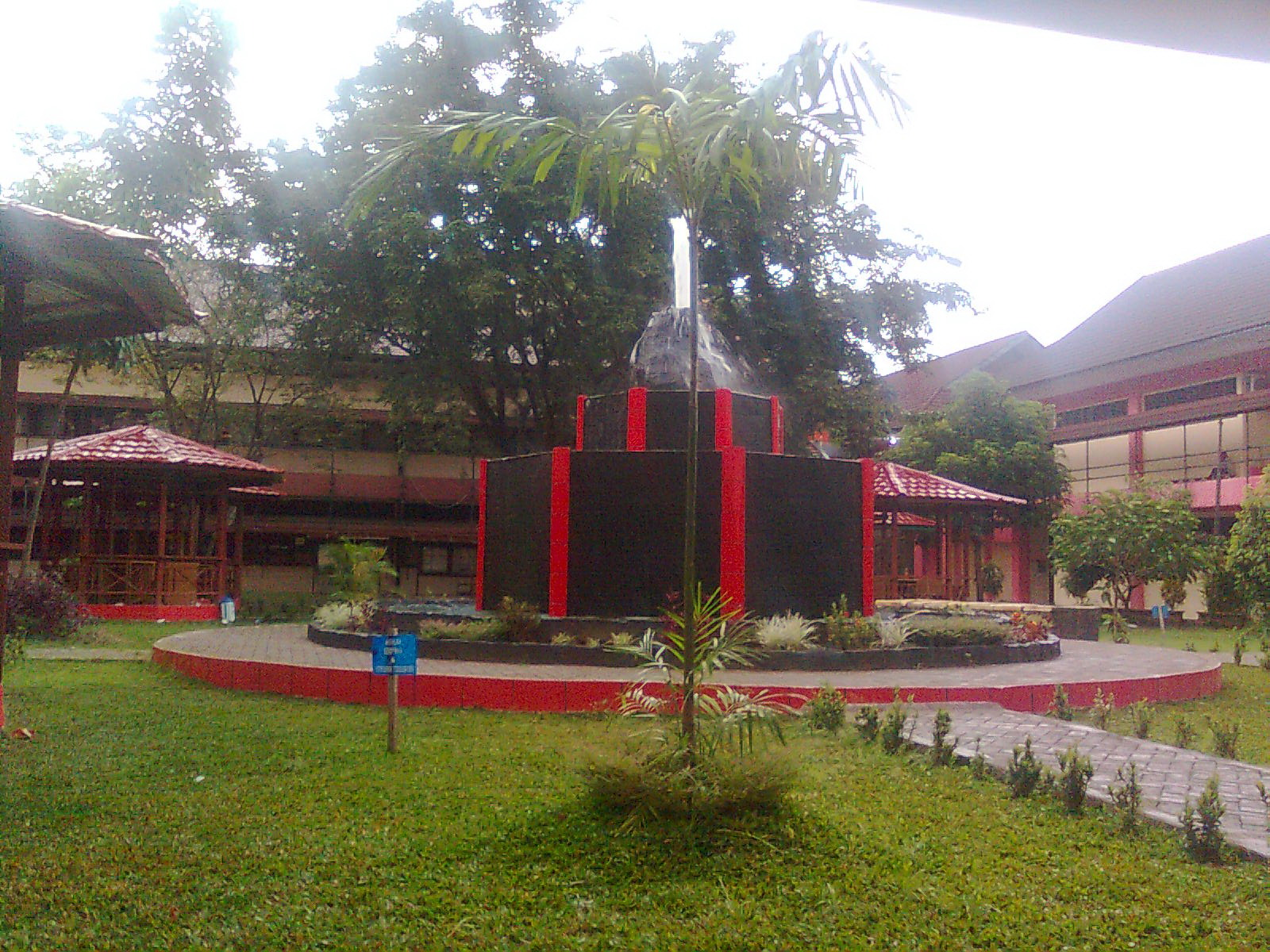
نافورة مياه في كلية الحقوق في أونهاس.

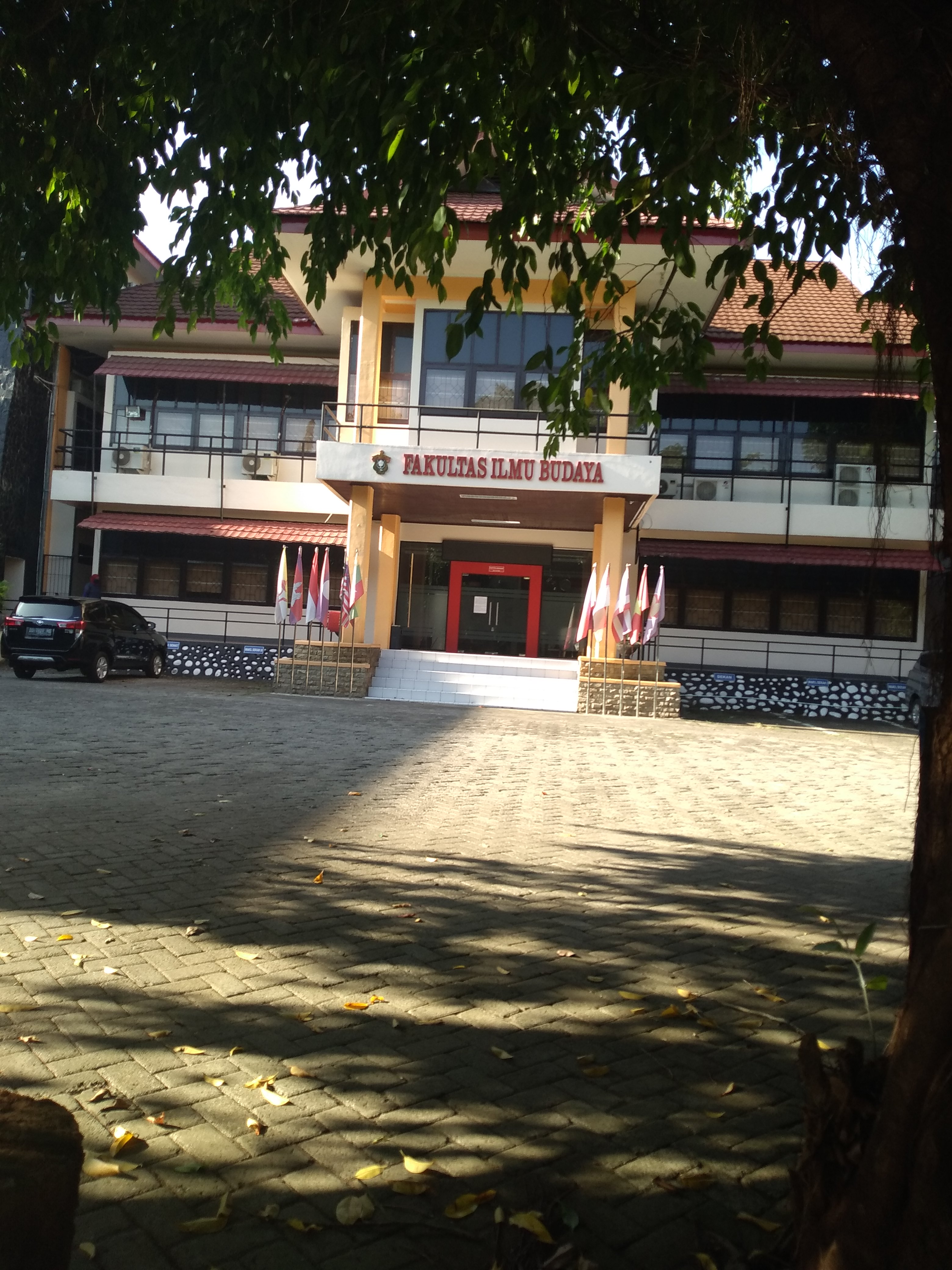
المبنى الرئيسي لكلية أونهاس للعلوم الثقافية.

يوجد بالجامعة 14 كلية لبرنامج البكالوريوس:
- كلية الاقتصاد والأعمال [6]
- كلية الحقوق [7]
- كلية الطب [8]
- كلية الهندسة [9]
- كلية العلوم الاجتماعية والسياسية [10]
- كلية العلوم الثقافية [11]
- كلية الزراعة [12]
- كلية الرياضيات والعلوم الطبيعية [13]
- كلية تربية الحيوان [14]
- كلية طب الأسنان [15]
- كلية الصحة العامة [16]
- كلية علوم البحار والمصايد [17]
- كلية الغابات [18]
- كلية الصيدلة [19]

## برنامج للدراسات العليا
ماجيستير
- نظم الزراعة
- التخطيط الإقليمي والتنمية
- المعالجة البيئية
- اقتصاد الموارد
- اللغويات
- دراسات اللغة الإنجليزية
- اقتصاد التخطيط والتنمية
- إدارة التطوير
- علوم القانون
- الأعمال الزراعية
- كيمياء
- الأندونيسية
- الإدارة الحضرية
- علوم الاتصال
- الطب الحيوي
- علم الاجتماع
- الإدارة والمالية
- الصحة العامة
- الأنثروبولوجيا
- النوع الاجتماعي والتنمية
- مهندس ميكانيكى
- هندسة مدنية
- مقابل
- الهندسة الكهربائية
- هندسة تخطيط البنية التحتية
- هندسة النقل
- جيولوجيا
- الهندسة البحرية
- هندسة معمارية
- مصايد الأسماك
- المحاسبة
- الرياضيات

## الخريجين
- يوسف كالا ، نائب رئيس إندونيسيا
- عمران سليمان ، وزير الزراعة الإندونيسي
- لونجكي دجانجولا ، حاكم وسط سولاويزي
- سياهرول ياسين ليمبو ، محافظ جنوب سولاويزي
- أجوس أريفين نومانج ، نائب محافظ جنوب سولاويزي
- محمد رمضان بومانتو ، رئيس بلدية ماكاسار
- حمدان زويلفا ، رئيس المحكمة الدستورية السابق في إندونيسيا
- أبراهام صمد ، الرئيس السابق لهيئة القضاء على الفساد في إندونيسيا
- مروح داود إبراهيم - عضو سابق في مجلس نواب الشعب والرئيسة السابقة لجمعية المفكرين المسلمين الإندونيسية

## روابط خارجية
- موقع رسمي
- (بالإندونيسية) (بالإندونيسية) الموقع الرسمي لجامعة حسن الدين